# Гертых, Роман
Роман Яцек Гертых (пол. Roman Jacek Giertych; род. 27 февраля 1971, Сьрем) — польский адвокат и политик, депутат Сейма IV, V и X созывов (2001-2007 и с 2023); с 2006 по 2007  Вице-премьер и Министр национального образования Польши. Основатель общественно-политического движения «Всепольская молодёжь» и партии «Лига польских семей».

## Биография
Происходит из известной польской семьи: сын Мацея (Матвея) Гертыха, дендролога и политика, внук Енджея Гертыха (Jędrzej Giertych), политика-эндека, правнук инженера Францишка Гертыха (Franciszek Giertych).
Окончил факультет права и истории Университета имени Адама Мицкевича в Познани. В 1989 году восстановил народно-католическую организацию Всепольская молодежь (пол. Młodzież Wszechpolska), почётным председателем которой он является сегодня. Несколько лет был членом Национально-демократической партии (пол. Stronnictwo Narodowo-Demokratyczne) и Национальной партии (пол. Stronnictwo Narodowe), которые в 2001 году вместе с несколькими организациями создали Лигу польских семей (Liga Polskich Rodzin).
На выборах 2001 года избран депутатом Сейма IV созыва от Лиги польских семей в избирательном округе Варшава II. С июля 2004 году выполнял функции вице-президента сеймовой комиссии, проводившей следствие по делу Orlengate. На выборах 2005 года был переизбран в Сейм, на этот раз от избирательного округа Варшава I. Выполняет функцию председателя Конгресса Лиги польских семей.
5 мая 2006 — 13 августа 2007 — заместитель премьер-министра и министр образования Польши.